# アンドレ＝エルネスト＝モデスト・グレトリ
アンドレ＝エルネスト＝モデスト・グレトリ（André-Ernest-Modeste Grétry, 1741年2月11日 - 1813年9月24日）は、現在のベルギー出身の作曲家。1767年以降はフランスで活動した。

## 生涯

### 少年期からイタリア時代
グレトリはリエージュ（当時リエージュ司教領）の貧しい音楽家の家に生まれ、サン・ドニ教会で聖歌隊員を務めた。その後はリエージュの教会オルガニストや楽長に師事して鍵盤楽器や作曲を学んだ。しかしグレトリにより大きな影響を与えたのは、イタリア・オペラ団の公演に出演した際に受けた実践的指導であった。この時に彼はガルッピやペルゴレージらのオペラを耳にし、すぐに自分自身の勉強をイタリアで完成させたいという希望を抱いた。そのために必要な資金を稼ぐため、彼は1759年にリエージュ大聖堂の司教たちに献呈するミサ曲を作曲し、ユルレ司教（Canon Hurley）が自腹を切ってくれた資金でグレトリは同年3月にイタリアへ向かった。ローマに着いたグレトリはこの地で5年間を過ごし、ジョヴァンニ・バッティスタ・カザーリに師事して音楽教育を貫徹した。しかしながら彼の和声や対位法の面での進歩は、彼自身の信念のゆえに、常にゆっくりとしたものであった。
グレトリの最初の成功は、ローマ・アリベルティ劇場のために作曲され、国際的に賞賛されたイタリア語の幕間劇あるいはオペレッタ作品「ラ・ヴェンデンミアトリーチェ La Vendemmiatrice」によってもたらされた。その後、ローマのフランス大使館の職員がグレトリに貸し与えたピエール＝アレクサンドル・モンシニーのオペラ作品の台本を研究したことで、彼はフランスのオペラ・コミックに専心しようと決心したと言われている。そして1767年の元日にグレトリはローマを発ち、短期間ジェノヴァに滞在した（この時彼はヴォルテールと知り合い、オペレッタを1作品制作している）後、パリへと移った。

### フランス時代
パリでの最初の2年間、グレトリは貧困や名を知られないことによる困難さと戦わなければならなかった。しかし彼には友人がいなかったわけではなく、またスウェーデン大使クロイツ伯爵の取りなしもあって、グレトリはジャン＝フランソワ・マルモンテルからリブレットを手に入れ、6週間もしないうちに付随音楽を完成させた。そして1768年8月に上演されたこのオペラ作品「ル・ユロン Le Huron」は、比類無き成功を収めた。その後すぐに「リュシール Lucile」と「語るテーブル Le Tableau parlant」の2作品が上演され、それ以降グレトリのコミック・オペラの先進的作曲家としての地位は確固としたものとなった。

### 代表的オペラ
グレトリは全部で50作ほどのオペラを作曲した。特に代表作とされるのが、「ゼミールとアゾールZémire et Azor」（1771年初演）と、「獅子心王リシャールRichard Cœur de Lion」（1784年初演）である。後者は、大きな歴史的事件に間接的に関わっている。その劇中に、晩餐の場面で歌われる有名なロマンス（小曲）・「おおリチャードよ、おお我が王よ、世界はあなたを捨てる O Richard, O mon Roi, l'univers t'abandonne」—カーライルは「テュエステスのそれと同じほどに破滅的である」と評した—があり、この曲は1789年10月3日に近衛兵からヴェルサイユ要塞の将校達へ贈られたものであった。そして、それからあまり時間が経たない頃に、グレトリのオペラから借用された、人々の忠誠の表現に対する答えとなったのがラ・マルセイエーズであった。「獅子心王リシャール」は、ジョン・バーゴインによってイギリス向けに改作が行われている。
彼のオペラ＝バレ作品「カイロの隊商 Caravan du Caire」は、ハープとトライアングルの伴奏によるささやかなトルコ風異国情緒をもつ、「Die Entführung aus dem Serail」の物語の筋に従った救出冒険劇であり、1783年にフォンテーヌブロー宮殿で初演が行われ、その後のフランスにおけるレパートリーに50年間にわたって残る作品となった。

### 後半生
作曲家グレトリ自身も彼が目撃した大きな出来事に影響を受けないわけにはいかず、「共和主義者ロジエール La Rosière républicaine」や「理性の饗宴 La Fête de la raison」などといった彼のいくつかのオペラの題名は、これらの作品が属している新しい時代の幕開けを明らかに示すものとなっている。だがこれらは、単なる「機会音楽 pièces de circonstance 」にすぎず、作品中に誇示されている共和主義者の熱狂は、純粋であるとはいえなかった。古典文学を題材とした作品によって成功することはもはやほとんどできなかった。

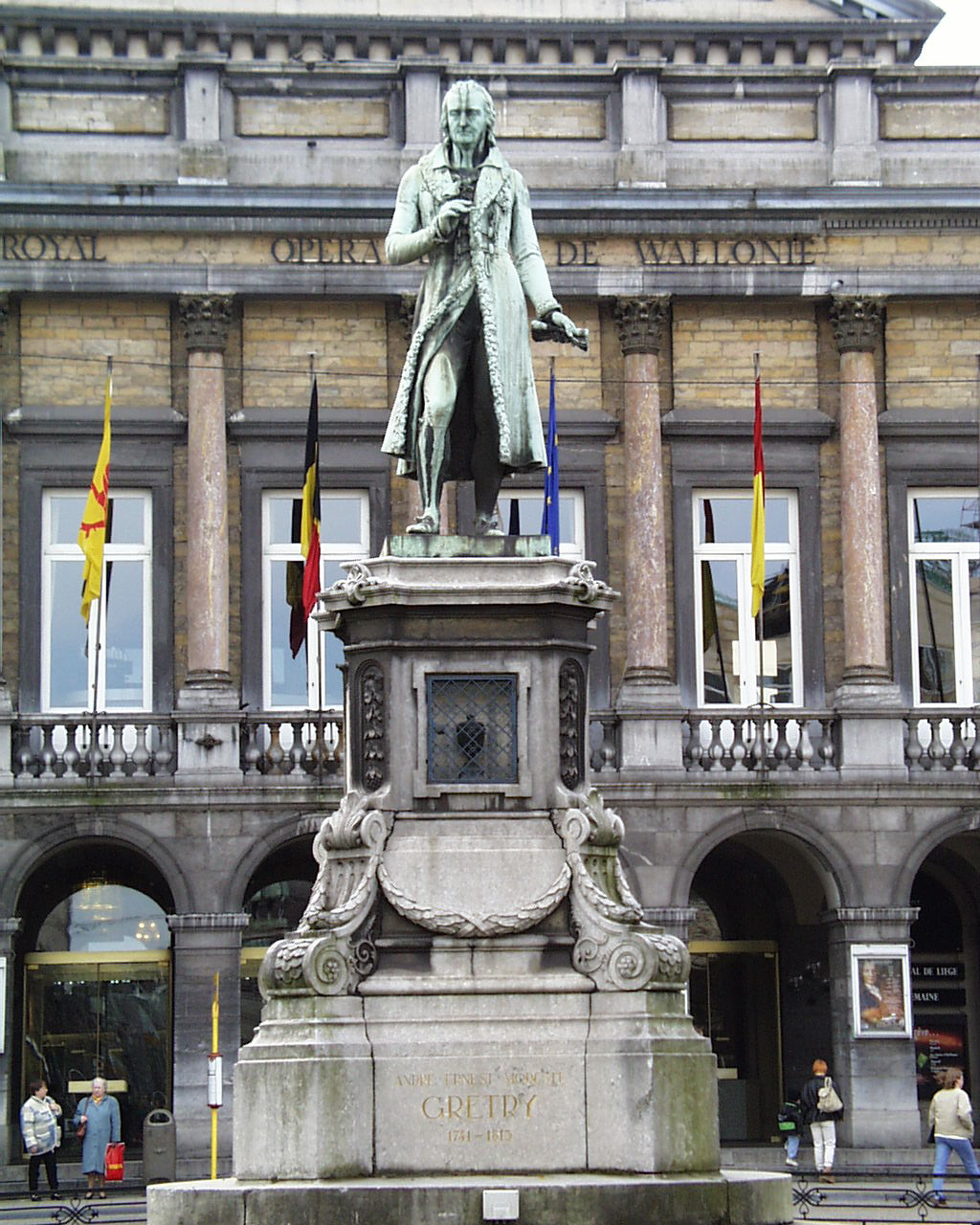
グレトリの銅像。足元の人々と対比するとその巨大さが分かる。

彼本来の持ち味は、登場人物の描写や、甘美な（つまり典型的にフランス的な）情緒の表現にかかっていた。一方で、演奏会用作品の構成はしばしば浅薄で、楽器法はあまりに貧弱であったため、しばしば他の作曲家が、新しい時代の聴衆の趣味に合うように、いくつかのパートを書き直さなければならなかった。
フランス革命の間に、グレトリは財産の大半を失ったが、フランスの一連の政権は、政治的相違にもかかわらず、グレトリを厚遇することを競い合った。フランス宮廷からは、ありとあらゆる栄誉と報酬を手にし、共和国からはパリ音楽院の監学官に任命され、ナポレオンは彼にレジオンドヌール勲章と年金を与えた。

### 死去
1813年、グレトリはヴァル＝ドワーズ県モンモランシーにある、かつてジャン＝ジャック・ルソーが暮らしていた家で死去した。亡くなってから15年後、長たらしい訴訟の末に許可が出されると、グレトリの心臓は故郷リエージュに移された。1842年、グレトリの巨大な銅像がリエージュに建てられた。

## 作品

### オペラ
- ラ・ヴェンデンミアトリーチェ La Vendemmiatrice （1765年）
- Isabelle et Gertrude ou Les Sylphes supposés （1766年）
- Les Mariages samnites （1768年）
- Le Connaisseur （1768年）
- ル・ユロン（英語版）Le Huron （1768年）
- リュシール（英語版） Lucile （1769年）
- 語るテーブル（英語版）Le Tableau parlant （1769年）
- Momus sur la terre （1769年）
- シルヴァン（英語版）Silvain （1770年）
- Les Deux Avares （1770年）
- L'Amitié à l'épreuve （1770年）
- L'Ami de la maison （1771年）
- ゼミールとアゾール（英語版） Zémire et Azor （1771年）
- Le Magnifique （1773年）
- La Rosière de Salency （1773年）
- セファールとプロクリス（英語版）Céphale et Procris ou L'Amour conjugal （1773年）
- La Fausse Magie （1775年）
- サムニウム人の結婚（英語版）Les Mariages samnites [rev] （1776年）
- ピグマリオン (グレトリ) Pygmalion （1776年）
- Amour pour amour （1777年）
- Matroco （1777年）
- ミダスの審判（英語版）Le Jugement de Midas （1778年）
- Les Trois Âges de l'opéra （1778年）
- 嫉妬深い愛人（英語版）Les Fausses apparences ou L'Amant jaloux （1778年）
- Les Statues （1778年）
- Les Événements imprévus （1779年）
- Aucassin et Nicolette ou Les Mœurs du bon vieux temps （1779年）
- アンドロマック（英語版） Andromaque （1780年）
- Emilie ou La Belle Esclave （1781年）
- Colinette à la cour ou La Double Épreuve （1782年）
- L'Embarras des richesses （1782年）
- エレクトラ（スペイン語版） Électre （1782年）
- Les Colonnes d'Alcide （1782年）
- Thalie au nouveau théâtre （1783年）
- カイロの隊商La Caravane du Caire （1783年）
- Théodore et Paulin （1784年）
- 獅子心王リシャール Richard Cœur-de-lion （1784年）
- Panurge dans l'île des lanternes （1785年）
- Œedipe à Colonne （1785年）
- アンフィトリオン（英語版） Amphitryon （1786年）
- アントニーの結婚（英語版） Le Mariage d'Antonio （1786年）
- Les Méprises par ressemblance （1786年）
- Le Comte d'Albert （1786年）
- Toinette et Louis （1787年）
- Le Prisonnier anglais （1787年）
- Le Rival confident （1788年）
- 青ひげラウル（フランス語版）Raoul Barbe-bleue （1789年）
- Aspasie （1789年）
- ピョートル大帝（英語版）Pierre le Grand （1790年）
- Roger et Olivier （1790年）
- ギヨーム・テル（英語版） Guillaume Tell （1791年）
- Cécile et Ermancé ou Les Deux Couvents （1792年）
- Basile ou À trompeur, trompeur et demi （1792年）
- Séraphine ou Absente et présente （1792年）
- Le Congrès des rois （1794年）
- Joseph Barra （1794年）
- Denys le tyran, maître d'école à Corinthe （1794年）
- La fête de la raison （1794年）
- Callias ou Nature et patrie （1794年）
- Diogène et Alexandre （1794年）
- Lisbeth （1797年）
- Anacréon chez Polycrate （1797年）
- Le Barbier du village ou Le Revenant （1797年）
- Elisca ou L'Amour maternel （1799年）
- Le Casque et les colombes （1801年）
- Zelmar ou L'Asile （1801年）
- Le Ménage （1803年）
- Les Filles pourvues （1803年）

### 管弦楽曲
- チェファルとプロクリス Céphal et Procris 4楽章形式の組曲
  1. ジグ Gigue
  2. メヌエット Menuet
  3. ガヴォット Gavotte
  4. タンブーラン Tambourin
- 平和の木の植樹に寄せる円舞曲 Ronde pour la Plantation de l'Arbre de la Liberte